# František Horváth (1951)
František Horváth (28. května 1951 Vlčkovce – 13. května 2002) byl slovenský fotbalový záložník.

## Fotbalová kariéra
Ligu hrál za Spartak Trnava. S Trnavou získal v ročníku 1972/73 mistrovský titul. Nastoupil v 75 ligovách utkáních a dal 7 ligových gólů. Za Trnavu nastoupil v Poháru mistrů evropských zemí ve všech čtyřech utkáních ročníku 1972/73 proti RSC Anderlecht a Derby County FC, vstřelil jeden gól (7. března 1973 byl jediným střelcem zápasu s Derby County FC).

## Ligová bilance
| Ročník                                   | Zápasy | Góly | Klub           |
| ---------------------------------------- | ------ | ---- | -------------- |
| 1. československá fotbalová liga 1972/73 | 24     | 4    | Spartak Trnava |
| 1. československá fotbalová liga 1973/74 | 21     | 3    | Spartak Trnava |
| 1. československá fotbalová liga 1974/75 | 22     | 0    | Spartak Trnava |
| 1. československá fotbalová liga 1975/76 | 8      | 0    | Spartak Trnava |
| CELKEM                                   | 75     | 7    |                |